# Donji Murići
Donji Murići (cyr. Доњи Мурићи) – wieś w Czarnogórze, w gminie Bar. W 2011 roku liczyła 101 mieszkańców.